# Verwaltungsgliederung Württembergs
Eine Verwaltungsgliederung des Landes Württemberg gab es bereits seit dem späten Mittelalter. In Zeiten des Herzogtums war das Land in Ämter bzw. Oberämter eingeteilt. Beim Reichsdeputationshauptschluss 1803 wurde das Herzogtum Württemberg erheblich vergrößert und zum Kurfürstentum erhoben. Weitere Gebiete kamen 1806 hinzu, als das Kurfürstentum zum Königreich erhoben wurde. Daher wurde eine neue Verwaltungsgliederung erforderlich. Diese Einteilung wurde 1810 und 1818 verändert, blieb dann aber im Wesentlichen bis 1938 erhalten.
Dieser Artikel stellt die Veränderungen auf Kreis- und Oberamtsebene von 1806 bis zur Auflösung des Landes Württemberg 1945 dar. Doch galt die Verwaltungsgliederung von 1938 auch über das Jahr 1945 hinaus in den neu gebildeten Ländern Württemberg-Baden und Württemberg-Hohenzollern weiter. Die Schreibweise der Orte entspricht im Wesentlichen dem heutigen Stand, wenngleich viele Orte zu Anfang des 19. Jahrhunderts noch anders geschrieben wurden, etwa Bahlingen, Rotweil, Cantstadt etc.

## Verwaltungsgliederung ab 1806
1806 wurde Württemberg durch das Organisationsedikt König Friedrichs in zwölf Kreise eingeteilt, die sich in insgesamt 77 Oberämter und die Residenzstadt Stuttgart gliederten. Auf die teilweise weitere Untergliederung der Oberämter in so genannte „Patrimonialämter“ wird hier verzichtet.
Die zwölf Kreise mit ihren Oberämtern:
- Erster Kreis Stuttgart: Oberämter Böblingen, Cannstatt, Esslingen, Köngen, Leonberg, Stuttgart (Amtsoberamt)
- Zweiter Kreis Ludwigsburg: Oberämter Besigheim, Bietigheim, Ludwigsburg, Marbach, Maulbronn, Vaihingen, Waiblingen
- Dritter Kreis Heilbronn: Oberämter Backnang, Beilstein, Brackenheim, Güglingen, Heilbronn, Kirchhausen, Lauffen, Möckmühl, Neckarsulm, Weinsberg
- Vierter Kreis Öhringen: Oberämter Neuenstein, Nitzenhausen, Schönthal
- Fünfter Kreis Calw: Oberämter Alpirsbach, Altensteig, Calw, Freudenstadt, Herrenalb, Nagold, Neuenbürg, Weil
- Sechster Kreis Rottenburg: Oberämter Balingen, Herrenberg, Horb, Rosenfeld, Rottenburg, Sulz, Tübingen
- Siebter Kreis Rottweil: Oberämter Hornberg, Rottweil, Spaichingen, Stockach, Tuttlingen
- Achter Kreis Urach: Oberämter Kirchheim, Münsingen, Nürtingen, Reutlingen, Urach, Wiesensteig
- Neunter Kreis Ehingen: Oberämter Biberach, Blaubeuren, Ehingen, Riedlingen, Saulgau, Urspring, Zwiefalten
- Zehnter Kreis Altdorf: Oberämter Altdorf, Waldsee
- Elfter Kreis Schorndorf: Oberämter Gmünd, Göppingen, Murrhardt, Schorndorf, Welzheim, Winnenden
- Zwölfter Kreis Ellwangen: Oberämter Aalen, Ellwangen, Gaildorf, Giengen, Hall, Heidenheim, Honhardt, Nördlingen, Schmiedelfeld, Vellberg

## Verwaltungsgliederung ab 1810

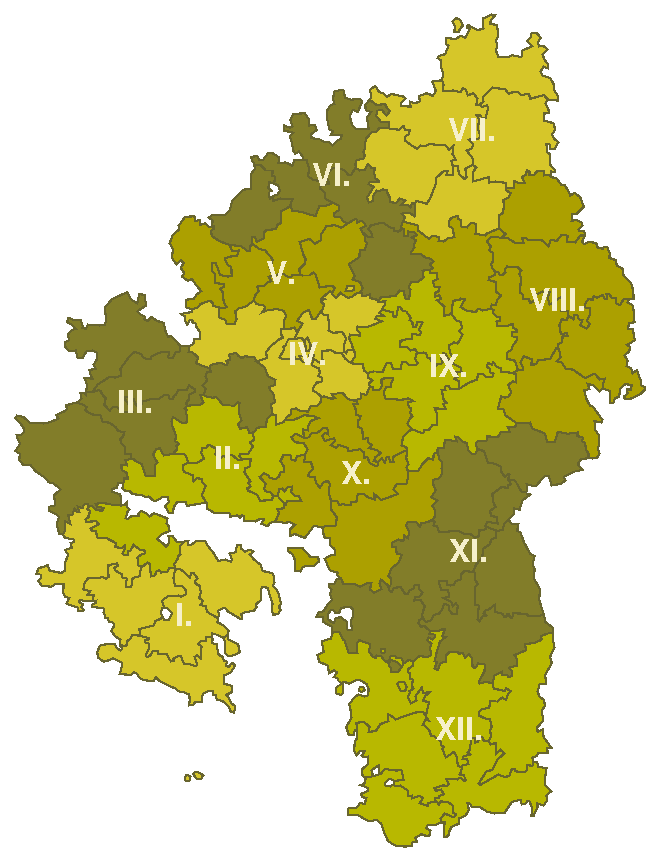
Karte der Landvogteien

Durch das Königliche Manifest, die neue Eintheilung des Königreichs betreffend vom 27. Oktober 1810 wurde das Staatsgebiet Württembergs mit Ausnahme der Residenzstadt Stuttgart in 64 (neue) Oberämter eingeteilt, die in zwölf Landvogteien zusammengefasst waren. Die Landvogteien trugen jetzt Landschafts- anstelle von Städtenamen. Diese Einteilung der Oberämter hatte mit kleinen Änderungen bis 1938 Bestand, während die zwölf Landvogteien bereits 1818 durch vier Kreise ersetzt wurden.
Die zwölf Landvogteien mit ihren Oberämtern:
- I. Landvogtei am obern Neckar: Sitz Rottweil, Oberämter Balingen, Oberndorf, Rottweil, Spaichingen, Tuttlingen
- II. Landvogtei am mittlern Neckar: Sitz Rottenburg, Oberämter Herrenberg, Horb, Rottenburg, Sulz, Tübingen
- III. Landvogtei Schwarzwald: Sitz Calw, Oberämter Böblingen, Calw, Freudenstadt, Nagold, Neuenbürg
- IV. Landvogtei Rothenberg: Sitz Stuttgart, Oberämter Cannstatt, Esslingen, Leonberg, Stuttgart (Amtsoberamt), Waiblingen
- V. Landvogtei an der Enz: Sitz Ludwigsburg, Oberämter Besigheim, Ludwigsburg, Marbach, Maulbronn, Vaihingen
- VI. Landvogtei am untern Neckar: Sitz Heilbronn, Oberämter Backnang, Brackenheim, Heilbronn, Neckarsulm, Weinsberg
- VII. Landvogtei an der Jagst: Sitz Öhringen, Oberämter Gerabronn (bis 1811 Blaufelden), Hall, Künzelsau (bis 1811 Ingelfingen), Mergentheim, Öhringen
- VIII. Landvogtei am Kocher: Sitz Ellwangen, Oberämter Aalen, Crailsheim, Ellwangen, Gaildorf, Heidenheim, Neresheim
- IX. Landvogtei an der Fils und Rems: Sitz Göppingen, Oberämter Geislingen, Gmünd, Göppingen, Lorch, Schorndorf
- X. Landvogtei auf der Alb: Sitz Urach, Oberämter Kirchheim, Münsingen, Nürtingen, Reutlingen, Urach
- XI. Landvogtei an der Donau: Sitz Ulm, Oberämter Albeck, Biberach, Blaubeuren, Ehingen, Riedlingen, Ulm, Wiblingen
- XII. Landvogtei am Bodensee: Sitz Schloss Weingarten, Oberämter Leutkirch, Ravensburg, Saulgau, Tettnang, Waldsee, Wangen

## Verwaltungsgliederung ab 1818

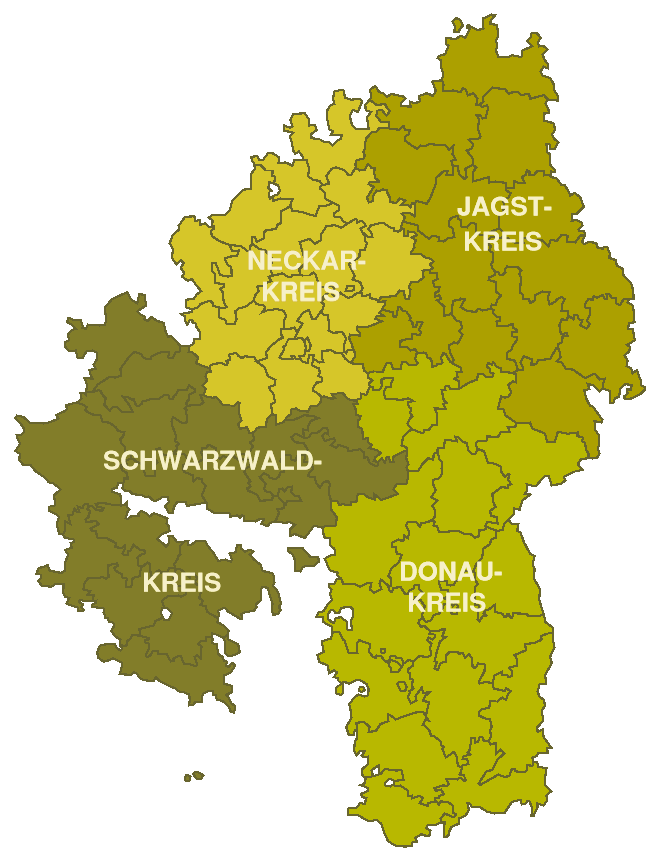
Karte der Kreise

Am 1. Januar 1818 wurden die 1810 gebildeten zwölf Landvogteien durch vier Kreise ersetzt. Es entstanden der Donaukreis mit Sitz in Ulm, der Neckarkreis mit Sitz in Ludwigsburg, der Jagstkreis mit Sitz in Ellwangen (Jagst) und der Schwarzwaldkreis mit Sitz in Reutlingen. 1819 wurde das Oberamt Albeck in das Oberamt Ulm eingegliedert, so dass es nur noch 63 Oberämter gab. Zum 1. April 1924 wurden die vier Kreise aufgelöst.
- Donaukreis: Sitz Ulm, Oberämter Albeck (1819 aufgelöst), Biberach, Blaubeuren, Ehingen, Geislingen, Göppingen, Kirchheim, Laupheim (bis 1845 Wiblingen), Leutkirch, Münsingen, Ravensburg, Riedlingen, Saulgau, Tettnang, Ulm, Waldsee, Wangen
- Jagstkreis: Sitz Ellwangen, Oberämter Aalen, Crailsheim, Ellwangen, Gaildorf, Gerabronn, Gmünd, Hall, Heidenheim, Künzelsau, Mergentheim, Neresheim, Öhringen, Schorndorf, Welzheim (bis 1819 Lorch)
- Neckarkreis: Sitz Ludwigsburg, Stadt Stuttgart und Oberämter Backnang, Besigheim, Böblingen, Brackenheim, Cannstatt (1923 aufgelöst), Esslingen, Heilbronn, Leonberg, Ludwigsburg, Marbach, Maulbronn, Neckarsulm, Stuttgart (als Amtsoberamt bezeichnet), Vaihingen, Waiblingen, Weinsberg
- Schwarzwaldkreis: Sitz Reutlingen, Oberämter Balingen, Calw, Freudenstadt, Herrenberg, Horb, Nagold, Neuenbürg, Nürtingen, Oberndorf, Reutlingen, Rottenburg, Rottweil, Spaichingen, Sulz, Tübingen, Tuttlingen, Urach

Dieser Verwaltungsgliederung wurde Mitte des 19. Jahrhunderts in der Buchreihe der „Oberamtsbeschreibungen“ festgehalten. Siehe auch Hauptartikel: Oberamt (Württemberg).
Verwaltungsgliederung mit Einwohnerzahlen 1871:
| Oberamt    | Einwohner 1871 |
| ---------- | -------------- |
| Biberach   | 31.624         |
| Blaubeuren | 18.241         |
| Ehingen    | 25.469         |
| Geislingen | 28.664         |
| Göppingen  | 36.304         |
| Kirchheim  | 26.426         |
| Laupheim   | 24.966         |
| Leutkirch  | 23.276         |
| Münsingen  | 23.570         |
| Ravensburg | 32.288         |
| Riedlingen | 26.669         |
| Saulgau    | 25.987         |
| Tettnang   | 21.474         |
| Ulm        | 47.943         |
| Waldsee    | 24.176         |
| Wangen     | 19.838         |
| Donaukreis | 436.8870       |

| Oberamt (ggf. Sitz) | Einwohner 1871 |
| ------------------- | -------------- |
| Aalen               | 27.157         |
| Crailsheim          | 24.732         |
| Ellwangen           | 30.666         |
| Gaildorf            | 24.614         |
| Gerabronn           | 29.158         |
| Gmünd               | 29.524         |
| Hall                | 28.038         |
| Heidenheim          | 35.161         |
| Künzelsau           | 28.984         |
| Mergentheim         | 28.763         |
| Neresheim           | 21.727         |
| Öhringen            | 30.810         |
| Schorndorf          | 24.899         |
| Welzheim            | 20.481         |
| Jagstkreis          | 384.7140       |

| Stadt                             | Einwohner 1871 |
| --------------------------------- | -------------- |
| Stuttgart                         | 91.623         |
| Oberamt (ggf. Sitz)               | Einwohner 1871 |
| Backnang                          | 27.699         |
| Besigheim                         | 25.487         |
| Böblingen                         | 25.152         |
| Brackenheim                       | 23.604         |
| Cannstatt                         | 33.407         |
| Esslingen                         | 34.514         |
| Heilbronn                         | 38.256         |
| Leonberg                          | 29.097         |
| Ludwigsburg                       | 36.471         |
| Marbach                           | 26.377         |
| Maulbronn                         | 22.371         |
| Neckarsulm                        | 29.030         |
| Amtsoberamt Stuttgart (Stuttgart) | 33.916         |
| Vaihingen                         | 21.640         |
| Waiblingen                        | 25.470         |
| Weinsberg                         | 24.636         |
| Neckarkreis                       | 548.7500       |

| Oberamt          | Einwohner 1871 |
| ---------------- | -------------- |
| Balingen         | 33.030         |
| Calw             | 27.705         |
| Freudenstadt     | 29.197         |
| Herrenberg       | 21.845         |
| Horb             | 20.589         |
| Nagold           | 25.683         |
| Neuenbürg        | 24.014         |
| Nürtingen        | 26.755         |
| Oberndorf        | 23.739         |
| Reutlingen       | 36.374         |
| Rottenburg       | 27.637         |
| Rottweil         | 30.450         |
| Spaichingen      | 18.664         |
| Sulz             | 18.392         |
| Tübingen         | 31.654         |
| Tuttlingen       | 24.765         |
| Urach            | 27.667         |
| Schwarzwaldkreis | 448.1330       |

## Verwaltungsgliederung ab 1924
Am 1. April 1924 löste der Volksstaat Württemberg die vier 1818 eingerichteten Kreise auf. An weitergehenden Reformen scheiterte die Regierung Hieber. Nachdem bereits 1819 das Oberamt Albeck und 1923 das Oberamt Cannstatt aufgelöst worden waren, folgte noch 1926 durch die Regierung Bazille die Aufhebung des Oberamts Weinsberg. Am 27. Januar 1934 wurden von der nationalsozialistischen Landesregierung durch die aufgrund des Ermächtigungsgesetzes von 1933 für Württemberg erlassene Kreisordnung die spezifisch württembergischen Bezeichnungen wie Oberamt, Bezirksrat und Amtsversammlung durch die neuen Bezeichnungen Kreis, Kreisrat und Kreistag ersetzt und damit an die preußischen Bezeichnungen angeglichen.
1935 wurden elf Städte durch die Deutsche Gemeindeordnung zu Stadtkreisen erklärt. Diese waren: Esslingen am Neckar, Göppingen, Heidenheim an der Brenz, Heilbronn, Ludwigsburg, Reutlingen, Schwäbisch Gmünd, Schwenningen am Neckar, Stuttgart, Tübingen und Ulm. Diese Städte gehörten, mit Ausnahme Stuttgarts, jedoch weiterhin zu ihren jeweiligen Kreisen (siehe Deutsche Gemeindeordnung von 1935).
Somit gab es bis 1938 nur noch 61 Kreise (ehemalige Oberämter) sowie die Stadt Stuttgart, die zu keinem Kreis (ehemals Oberamt) gehörte.

Karte der Oberämter, Stand 1926

Stadt Stuttgart und die Oberämter (seit 1934 Kreise):
| 1. Aalen 2. Backnang 3. Balingen 4. Besigheim 5. Biberach 6. Blaubeuren 7. Böblingen 8. Brackenheim 9. Calw 10. Crailsheim 11. Ehingen 12. Ellwangen 13. Esslingen 14. Freudenstadt 15. Gaildorf 16. Geislingen 17. Gerabronn 18. Göppingen 19. Gmünd 20. Hall 21. Heidenheim | 1. Heilbronn 2. Herrenberg 3. Horb 4. Kirchheim 5. Künzelsau 6. Laupheim 7. Leonberg 8. Leutkirch 9. Ludwigsburg 10. Marbach 11. Maulbronn 12. Mergentheim 13. Münsingen 14. Nagold 15. Neckarsulm 16. Neresheim 17. Neuenbürg 18. Nürtingen 19. Oberndorf 20. Öhringen 21. Ravensburg | 1. Reutlingen 2. Riedlingen 3. Rottenburg 4. Rottweil 5. Saulgau 6. Schorndorf 7. Spaichingen 8. Stuttgart (Amtsoberamt) 9. Sulz 10. Tettnang 11. Tübingen 12. Tuttlingen 13. Ulm 14. Urach 15. Vaihingen 16. Waiblingen 17. Waldsee 18. Wangen 19. Welzheim |

## Verwaltungsgliederung ab 1938

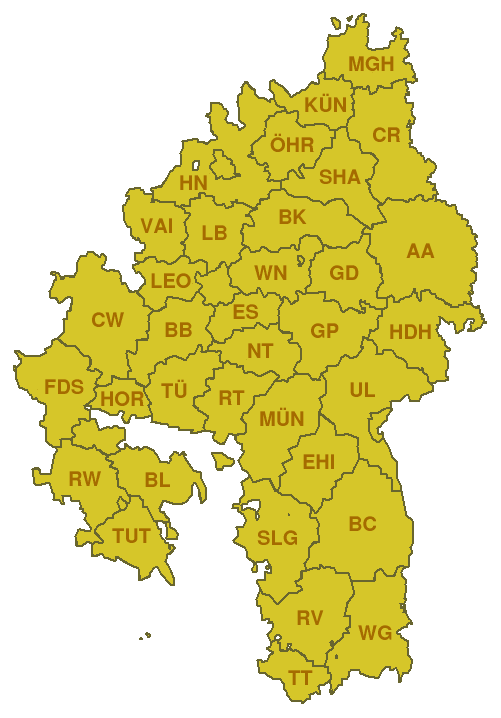
Karte der Landkreise, Stand 1938

Zum 1. Oktober 1938 wurden 27 Kreise aufgelöst und den verbliebenen 34 angegliedert. Ulm und Heilbronn wurden neben Stuttgart zu Stadtkreisen erklärt. Diese Einteilung wurde auch nach 1945 von den Ländern Württemberg-Baden bzw. Württemberg-Hohenzollern weitergeführt. Mit der Kreis- und Verwaltungsreform in Baden-Württemberg zum 1. Januar 1973 wurde sie weiter verändert.
Die Landkreise:
| AA  | Aalen                                        |
| BK  | Backnang                                     |
| BL  | Balingen                                     |
| BC  | Biberach                                     |
| BB  | Böblingen                                    |
| CW  | Calw                                         |
| CR  | Crailsheim                                   |
| EHI | Ehingen                                      |
| ES  | Esslingen                                    |
| FDS | Freudenstadt                                 |
| GD  | Schwäbisch Gmünd, bis zum 2. Mai 1941: Gmünd |
| GP  | Göppingen                                    |
| SHA | Schwäbisch Hall, bis zum 2. Mai 1941: Hall   |
| HDH | Heidenheim                                   |
| HN  | Heilbronn                                    |
| HOR | Horb                                         |
| KÜN | Künzelsau                                    |

| LEO | Leonberg                                    |
| LB  | Ludwigsburg                                 |
| MGH | Mergentheim                                 |
| MÜN | Münsingen                                   |
| NT  | Nürtingen                                   |
| ÖHR | Öhringen                                    |
| RV  | Ravensburg                                  |
| RT  | Reutlingen                                  |
| RW  | Rottweil                                    |
| SLG | Saulgau                                     |
| TT  | Tettnang (kurzzeitig auch: Friedrichshafen) |
| TÜ  | Tübingen                                    |
| TUT | Tuttlingen                                  |
| UL  | Ulm                                         |
| VAI | Vaihingen                                   |
| WN  | Waiblingen                                  |
| WG  | Wangen                                      |